# Comté de Dickey
Le comté de Dickey est un comté du Dakota du Nord, aux États-Unis.

## Démographie
| 1890  | 1900  | 1910  | 1920   | 1930   | 1940  |
| ----- | ----- | ----- | ------ | ------ | ----- |
| 5 573 | 6 061 | 9 839 | 10 499 | 10 877 | 9 696 |

| 1950  | 1960  | 1970  | 1980  | 1990  | 2000  |
| ----- | ----- | ----- | ----- | ----- | ----- |
| 9 121 | 8 147 | 6 976 | 7 207 | 6 107 | 5 757 |

| 2010  | - | - | - | - | - |
| ----- | - | - | - | - | - |
| 5 289 | - | - | - | - | - |